# Fuerte Oranje (San Eustaquio)
El Fuerte Oranjees una fortaleza con un patio y tres bastiones (originalmente cuatro), construida sobre la roca de Oranjestad, la capital de la isla de San Eustaquio en el Caribe Neerlandés. Lleva el nombre de la Casa de Oranje, la familia real de los Países Bajos.
El edificio fue concebido como una defensa contra los piratas y potencias extranjeras. Fue construido por los holandeses en 1636, en la locación de un fuerte anterior construido por los franceses en 1629. Su construcción fue encargada por la Compañía Holandesa de las Indias Occidentales. El fuerte, como la isla, cambió de manos varias veces entre los holandeses, los ingleses y los franceses. Fue reconstruido y renovado varias veces durante los siglos XVII y XVIII.
Actualmente, Fuerte Oranje es uno de los más importantes y mejores conservado de las dieciséis defensas restantes en la isla. Las otras son: La Batería Borbón, batería Ámsterdam (o Waterfort), Róterdam, Royal y Jussac, Fuerta Panga y la baterías Tumbledowndick (o Tommel Dijk), Concordia, San Luis, Corre Corre, de Windt, Nassau, Dolijn y Bouille más los restos del inacabada vluchtburg en el monte Gilboa. 

## Historia
Los primeros colonos europeos en San Eustaquio fueron los franceses, que llegaron entre 1625 y 1629. Provenían de la cercana San Cristóbal. En 1629, los franceses construyeron una fortaleza de madera en el lugar donde hoy se encuentra el Fuerte Oranje.Los franceses abandonaron el fuerte y la isla por falta de agua potable.
En 1636, los colonos holandeses de Zelanda tomaron posesión de la entonces desocupada San Eustaquio. Con un encargo de la Compañía Holandesa de las Indias Occidentales, construyeron un nuevo fuerte en el lugar donde encontraron restos del fuerte francés. A la nueva fortaleza le pusieron el nombre de Fuerte Oranje en honor a la Casa de Oranje, la familia real holandesa.
El Fuerte Oranje original tenía forma cuadrada, con cuatro baluartes, un patio, y 16 cañones montados. Los historiadores suponen que era de madera, ya que fue quemado por los holandeses en 1673 y reconstruido por los ingleses ese mismo año. En 1689, los franceses se apoderaron de la isla y del fuerte y lo hicieron renovaciones adicionales del fuerte. Reforzaron las paredes con empalizadas dobles y construyeron un foso seco alrededor del fuerte. A partir de 1737, el fuerte fue objeto de una serie de renovaciones por parte de los holandeses gracias al trabajo de africanos esclavizados.
Hasta 1846, el Fuerte Oranje sirvió como guarnición de infantería y artillería. Después de estar vacía durante muchos años, la fortaleza fue remodelada y equipada como centro administrativo para albergar la oficina del vicegobernador, los servicios gubernamentales y la prisión.
Después de la destrucción parcial por un incendio en 1990,el fuerte fue restaurado a finales de la década de 1990.Desde entonces, aquí se encuentran las oficinas de la fiscalía, el departamento de planificación y la oficina de turismo.

## Preservación
Entre febrero de 2019 y mayo de 2020, el acantilado que sostiene Fuerte Oranje se sometió a un proyecto de estabilización para ayudar a aumentar la estabilidad del acantilado y detener la erosión. El proyecto implicó la colocación de 2.800 anclajes, 7.400 metros cuadrados de lona y más de 15.000 metros cuadrados de malla.

## Galeria
|                                                            |
| Las paredes del Fuerte Oranje con la isla de Saba al fondo |

|                                         |
| Dentro de los paredes del Fuerte Oranje |

|                                         |
| Vista de la isla desde el Fuerte Oranje |

|                                                                                |
| Placa entregada por Franklin D. Roosevelt en reconocimiento al “Primer Saludo” |

|                             |
| Cánones en el Fuerte Oranje |

|                                                 |
| Cronología de Fort Oranje, ubicada en el fuerte |